# Žvarulje
Žvarulje este o localitate din comuna Zagorje ob Savi, Slovenia, cu o populație de 75 de locuitori.